# XRender
X Rendering Extension (Render или XRender, пер. Расширение рендеринга для X) - расширение X Window System для реализации алгоритма композиции Портера-Даффа в X-сервере. Написано Кейтом Пакардом в 2000 году, первый релиз вышел для XFree86 версии 4.0.1.
Предоставляет некоторые функции рендеринга и альфа-смешивания. На настоящий момент используется для вывода антиалиасинговых шрифтов. Ожидается также поддержка теней и полупрозрачности. Однако уже сейчас kwin - оконный менеджер KDE - использует XRender для отрисовки теней и полупрозрачности
Геометрические фигуры обрабатываются на стороне клиента преобразованием в мозаику, треугольники или трапеции. Текст рисуется подгрузкой глифов в сервер и рендеринга всей группы.
Расширение отличается поддержкой 3D-графики новых видеокарт.